# Маккинстри, Джонни
Джонни Маккинстри (англ. Johnny McKinstry; род. 16 июля 1985, Лисберн) — североирландский футбольный тренер.

## Биография
На высоком уровне в футбол не играл. Начинал свою карьеру тренером в клубах «Лисберн Дистиллери», «Феллинг Мэгпайс», «Лурган», в Нортумбрийском университете, в академиях клубов «Ньюкасл Юнайтед» и «Нью-Йорк Ред Буллз». Два года Маккинстри работал в детской академии в Сьерра-Леоне, открытой на средства фонда валлийского футболиста Крейга Беллами. В 28 лет североирландец возглавил сборную этой страны. Однако вскоре специалист покинул свой пост из-за вспышки в государстве опасного вируса Эбола.
Через год Маккинстри стал главным тренером сборной Руанды. Тренер сразу же привёл национальную команду к серебряным медалям первенства Восточной и Центральной Африки по футболу. Сам Маккинстри был признан лучшим тренером турнира. В 2016 году он ушёл со своей должности.
В конце июля 2017 года североирландец был назначен на пост наставника аутсайдера литовской А Лиги каунасского «Жальгириса».

## Достижения тренера
Сборная Руанды: 
Финалист Кубок КЕСАФА: 2015
Лучший тренер турнира: 2015 
Сборная Уганды: 
Победитель Кубка КЕСАФА: 2019